# Walter Krueger
Walter Krueger (Flatow, 26 januari 1881 - Valley Forge, 20 augustus 1967) was een Amerikaanse soldaat en generaal in de eerste helft van de 20e eeuw. Hij is vooral bekend om zijn commando over het 6e Leger van de Verenigde Staten in de Southwest Pacific Area tijdens de Tweede Wereldoorlog.

## Militaire loopbaan
- Private, Regular Army[1]: 1898
- Sergeant, United States Army:
- Second Lieutenant, United States Army: 1 juli 1901[2][3]
- First Lieutenant, United States Army:
- Captain, United States Army: 30 juni 1920
- Major, United States Army: 5 augustus 1917
- Lieutenant Colonel, United States Army:
- Colonel, United States Army: 1 augustus 1932[4]
- Tijdelijk Brigadier General, United States Army: oktober 1936
- Brigadier General, United States Army: oktober 1938 (AUS)[2]
- Major General, United States Army:  februari 1939 (AUS)[2]
- Lieutenant General, United States Army: mei 1941 (AUS)[2]
- General, United States Army: 5 maart 1945[2][5]
- Reverted Lieutenant General, United States Army:  januari 1946[2]
- General, United States Army:  juli 1946 (gepensioneerd)

## Decoraties
- Distinguished Service Cross
- Navy Distinguished Service Medal
- Army Distinguished Service Medal met twee Oak Leaf Clusters[6]
- Legioen van Verdienste
- Grand Officer of the Order of Orange Nassau with swords (Netherlands) (29 June, 1944)